# Département de la Propagande et de l'Agitation
Le département de la Propagande et de l'Agitation (DPA), parfois communément département de l'Agit-prop et officiellement département de la Publicité et de l'Information, est un département du Comité central du Parti des travailleurs de Corée (PTC) chargé de coordonner la création et diffusion de propagande en Corée du Nord. C'est la plus haute organisation de propagande du pays.
L'histoire du département remonte à l'administration civile soviétique après la division de la Corée en 1945. Les opérations d'agitation du département ont atteint leur apogée dans les années qui ont suivi la guerre de Corée.
Bien que relevant officiellement du Comité central du PTC, le département relève directement du « Chef Suprême » Kim Jong-un. Le département est actuellement sous la direction de son premier vice-directeur Kim Yo-jong, sœur de Kim Jong-un, tandis que son chef formel est Pak Kwang-ho. Le ministère a plusieurs agences et bureaux sous son contrôle.
Le département établit des directives pour tout le matériel de propagande produit et tous les médias nord-coréens sont supervisés par lui. Cependant, afin de maintenir son caractère clandestin, les actions relatives à la répression des médias sont formellement attribuées au ministère de la Culture (ko). Lorsque des journaux sont publiés en Corée du Nord, ils subissent trois étapes de censure. La première est effectuée par les éditeurs de l'article. Les deuxième et troisième niveaux sont pris en charge par le département de la Propagande et de l'Agitation.
Le DPA traduit également des œuvres étrangères (normalement interdites à la population) à l'usage de l'élite politique du pays.
Depuis la prise de pouvoir de Kim Jong-il en 1994, le DPA est devenu un organe important du régime, avec un réel impact.

## Organisation

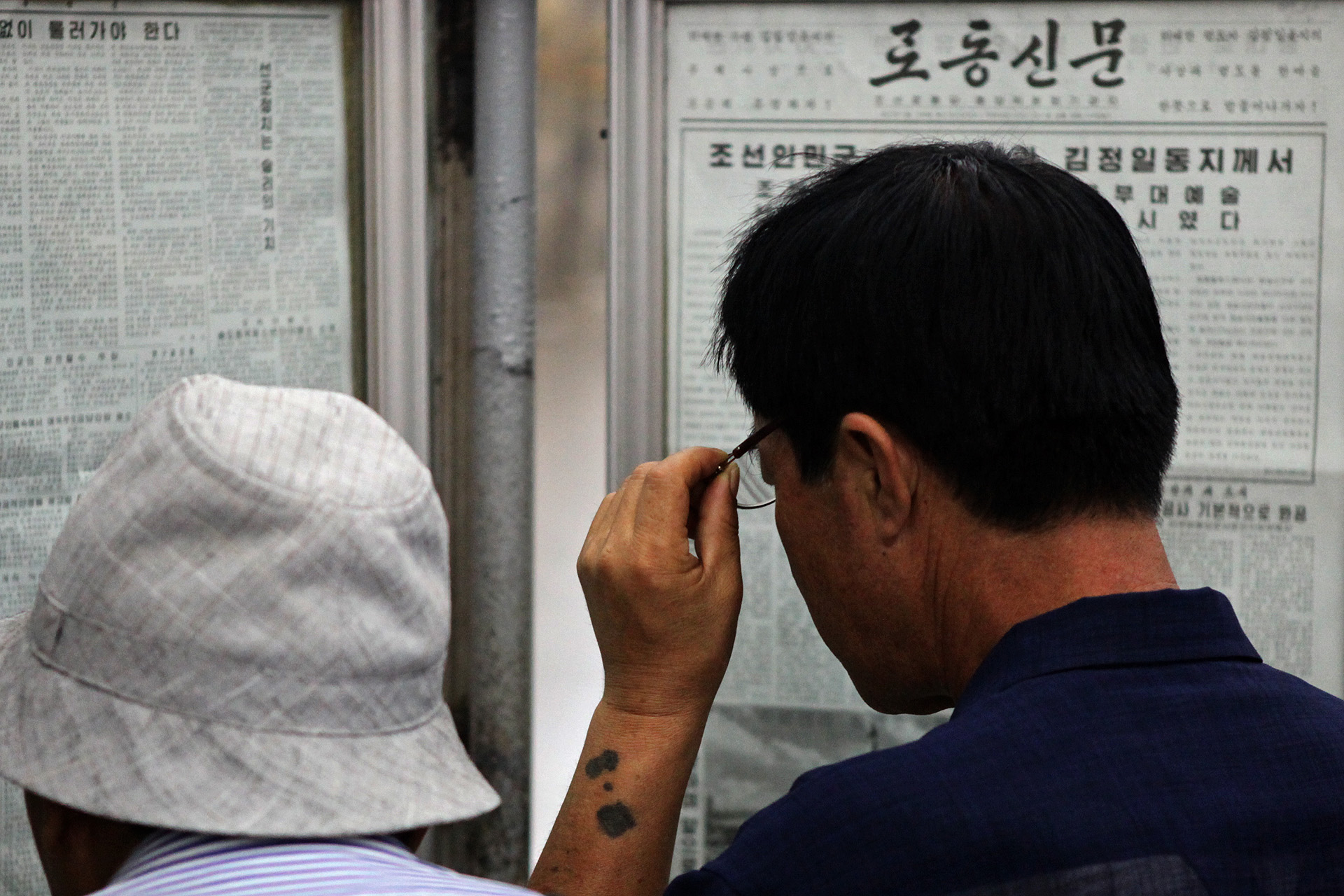
Les journaux en Corée du Nord subissent trois niveaux de censure, dont deux par le DPA.

Le département de la Propagande et de l'Agitation (DPA) relève du Secrétariat du Comité central du Parti des travailleurs de Corée. C'est la plus haute organisation de propagande du pays. Le DPA formule la politique de propagande, contrôle la vie culturelle et produit du matériel de propagande. Il diffuse l'idéologie du Juche, du Songun, « Nation forte et prospère (en) » et du Byongjin. Les idéologues socialistes, endoctrinent à la fois les membres du parti et les citoyens ordinaires,,.
Le DPA utilise des cadres formels et informels pour atteindre ces objectifs. Parce que le PTC a une histoire riche en propagande, le DPA est assez influent au sein de la structure du parti. Avec le Département d'Organisation et d'Orientation avec lequel il coopère , il est l'un des départements les plus importants du PTC. Bien qu'il relève formellement du Comité central du PTC, le DPA relève directement du chef suprême Kim Jong-un. Le siège du DPA est au centre de Pyongyang. Le DPA est à peu près analogue au Département de la propagande du Comité central du Parti communiste chinois.
Tous les matériaux de propagande sont produits conformément aux directives établies par le DPA et tous les médias sont supervisés par lui. Les limites fixées pour le contenu, par le DPA, sont strictes. Le DPA contrôle la presse en Corée du Nord, mais pour garder sa nature, son caractère discret, les actions liées à la répression des médias sont souvent attribuées publiquement au ministère de la Culture.
Lorsque des journaux sont publiés en Corée du Nord, ils subissent trois niveaux de censure :
- 1/ Le premier est effectué par les éditeurs de l'article,
- 2 et 3/ les deuxième et troisième niveaux sont pris en charge par le département de la Propagande et de l'Agitation.

Le Bureau Général de Publication d'Orientation passe en revue les journaux, d'autres types de publications et les émissions. L'Administration des Journaux du DPA est le dernier niveau de censure de la presse. Les émissions de radio et de télévision et la KCNA sont également placées sous la tutelle du DPA par l'intermédiaire du Comité central coréen de radiodiffusion (en) (Korean Central Broadcasting Committee), pour lequel il nomme le personnel ; seule la Voix du salut national (ko) est contrôlée par le Département du Front uni (en) du PTC.
Le DPA coopère avec le Département de la sécurité de l'État (en) et le ministère de la sécurité du peuple pour limiter la diffusion internationale en Corée du Nord. Le Département de la propagande générale et de l'agitation du ministère des forces armées populaires maintient une structure distincte, mais le DPA coopère avec elle. D'autres partenaires incluent le Party History Institute et le Korea Documentary Film Studio.
Le DPA compte de nombreuses agences et bureaux. Par exemple, la société 25 April Film Studio relève directement du DPA et l'entreprise fournit souvent au département du personnel cadres,. La Workers' Party of Korea Publishing House, la Foreign Languages Publishing House, le Workers' Publishing House, et la Kumsong Youth Publishing House sont également sous son contrôle. Le DPA traduit également des œuvres étrangères (normalement interdites à la population) à l'usage de l'élite politique du pays. Les Korea Film Studios et le 25 April Film Studio sont sous la tutelle du ministère de la Culture, mais le DPA contrôle ces sociétés ainsi que le personnel.

## Histoire
L'histoire du département remonte à l'administration civile soviétique après la division de la Corée en 1945. Les opérations d'agitation du DPA ont atteint leur apogée dans les années qui ont suivi la guerre de Corée. Ils comprenaient des campagnes de vitesse telles que le mouvement Chollima et Pyongyang Speed (ko), des méthodologies de travail comme la Méthode Chongsan-ri et le Système de travail de Taean, et le Mouvement des Trois Révolutions.
Kim To-man était le chef du DPA jusqu'à son implication dans l'incident de la faction de Kapsan qui visait à évincer Kim Il-sung en 1967. Kim To-man avait commandé le film Act of Sincerity, un film sur la vie de Pak Kum-chol sans l'approbation de Kim Il-sung. Dans la société nord-coréenne, c'était une infraction inexcusable et Kim To-man a été forcée de partir. Kim Jong-il a probablement aidé à le purger. Après cela et les purges associées, le DPA a façonné le paysage sociétal de la Corée du Nord pour permettre à Kim Il-sung d'installer ses règles et de devenir le « Leader suprême » de la Corée du Nord.

### Kim Jong-il
Kim Jong-il est entré au service du DPA en février 1966. Il a été nommé à la tête de la Section d'orientation de la culture et de l'art et publication et presse du PAD en septembre 1967 après une réunion au cours de laquelle Kim Il-sung a critiqué ceux qui étaient associés à l'incident de la faction de Kapsan,. En 1969, Kim Jong-il a été promu chef adjoint du DPA. Pendant ce temps, il a non seulement conçu et délivré des cartes d'identité du parti mais il a aussi supervisé le traitement des portraits de Kim Il-sung (en). Dans la pratique, Kim Jong-il dirigeait tout le département, parce que son supérieur formel Kim Kuk-tae souffrait d'une mauvaise santé et Yang Hyong-sop, qui était chargé des affaires idéologiques, était engagé dans la politique scientifique et éducative au lieu de la propagande. En septembre 1973, Kim Jong-il est devenu le chef du DPA, poste qu'il a occupé jusqu'en 1985.
Les années de Kim Jong-il dans le DPA ont été marquées par ses efforts pour devenir un expert dans le domaine de la propagande, ainsi que par le développement de son charisme. La principale contribution de Kim Jong-il dans le département a été de concevoir le « système idéologique monolithique », codifié plus tard comme les dix principes pour l'établissement d'un système idéologique monolithique. Les divers efforts de Kim ont grandement profité au culte nord-coréen de la personnalité. Pendant ce temps, le réalisateur Choe Ik-gyu, un proche confident, est également monté dans les rangs du DPA, devenant son vice-directeur en 1972. Choe a développé des jeux de masse qui évolueraient vers le Festival Arirang, dont il supervise toujours l'organisation. Choe est tombé en disgrâce à plusieurs reprises et a finalement démissionné du DPA pour de bon en 2010 après avoir été brièvement son directeur,.
Le DPA a contribué à créer un milieu culturel dans lequel Kim Jong-il a été nommé successeur de son père au sixième congrès du Parti des travailleurs de Corée en 1980. Lorsque sa succession est devenue urgente dans les années 1990, le DPA a fabriqué une histoire personnelle convaincante pour lui parce qu'il n'avait aucun véritable titre militaire. Il a continué à influencer les affaires quotidiennes du DPA après sa succession.

### Kim Jong-un
Avant la mort de Kim Jong-il, il était déjà supposé que la succession imminente devrait utiliser le DPA. La sœur de Kim Jong-un, Kim Yo-jong, est devenue de facto la dirigeante du DPA lorsqu'elle a été nommée première vice-directrice et chargée des « projets d'idolisation » de Kim Jong-un,. Le directeur officiel est Pak Kwang-ho,.

### Dirigeants
- Kim To-man[24]

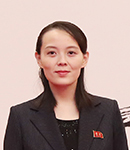
Kim Yo-jong, vice-directrice et dirigeante de facto du DPA.

- Pak Chang-ok (directeur, 1950 – 1955)[37]
- Pak Yong-bin (directeur, février 1950 –)[38]
- Jong Kyong-hui (directeur adjoint, 1961 –)[39]
- Kim Hyŏn-nam (directeur 2002 –)[40]
- Choe Ik-gyu (directeur, 2009 – février 2010)[30],[31]
- Kang Nung-su (directeur, février 2010 –)[31]
- Jong Ha-chol (directeur adjoint)[5]
- Ri Jae-il (ko) (premier directeur adjoint)[41]
- Kim Ki-nam (vice-directeur, 1966 – octobre 2017)[42],[2],[43]
- Pak Kwang-ho (vice-directeur, 1966 – octobre 2017)[36]
- Kim Yo-jong (premier directeur adjoint)[35]
- Kim Jong-il[6]
- Kim Jong-nam[44]